# Adrien Karbowsky
Adrien Karbowsky, né à Paris le 21 décembre 1855 et mort dans la même ville le 10 mars 1945, est un peintre et décorateur français.

## Biographie
Né à Paris dans une famille d'origine polonaise, Adrien Karbowsky fréquente l'École polonaise de Paris, puis devient l'élève de Puvis de Chavannes et fréquente les ateliers de Jean-Baptiste Lavastre, décorateur de l'Opéra de Paris, et de Justin Lequien.
Il participe en 1889, au concours public ouvert par le conseil général de la Seine et se voit attribuer la réalisation de la décoration picturale de la mairie de Nogent-sur-Marne, qu'il réalise dans le style de Puvis de Chavannes.
À l'occasion de l'Exposition universelle de 1900, l'Union centrale des Arts décoratifs présente son pavillon qui était composé de quatre salles en enfilades. Pour l'une d'elles, le salon du bois, Georges Hoentschel (1855-1915) fut retenu comme décorateur avec Adrien Karbowsky comme collaborateur, ainsi que Frédéric Deschamps (Saint-Erblon) et Ferdinand Leborgne manufacturier. Ce Salon fut également présenté à l'Exposition internationale de Saint-Louis en 1904 et, en 1905, il fut placé au pavillon de Marsan, à l'occasion de l'inauguration du musée des arts décoratifs.
Après son mariage, Adrien Karbowsky s'installe, au mois de mai 1903, au no 7 avenue Gambetta à Chatou, où il habite jusqu'en 1938. Son fils René deviendra lui-même peintre en 1926. Adrien aimait la tranquillité des lieux et y peignait les portraits de sa famille et les paysages des bords de la Seine.
Au printemps de 1912, il est à Venise. Pendant la Première Guerre mondiale, il fera beaucoup de croquis et dessins qu'il enverra aux journaux. Peintre de natures mortes, de fleurs et de portraits, il pratique aussi la fresque. Il décore le théâtre Max-Jacob à Quimper, dessine et conçoit des édifices dont le temple de Mayoral de Nogent-sur-Marne.
Karbowsky devient membre de la Société des artistes français en 1883, ainsi que de la Société nationale des beaux-arts et du Salon des Tuileries.
Il est inhumé au cimetière ancien de Neuilly-sur-Seine (division 2).

## Œuvres dans les collections publiques
- Beaulieu-sur-Mer, villa Kerylos, 1902-1908, classée aux monuments historiques le 15 octobre 1966[5] :

Tous les décors et les meubles de cette villa, réalisée pour l'historien et archéologue Théodore Reinach, furent dessinés par Emmanuel Pontremoli. Les fresques furent réalisées par Gustave Louis Jaulmes et Adrien Karbowsky. Les meubles furent réalisés par l'ébéniste Louis Bettenfeld. Les tissus furent réalisés probablement par la maison Noël et brodés par Ecochard sur des dessins de Karbowsky.

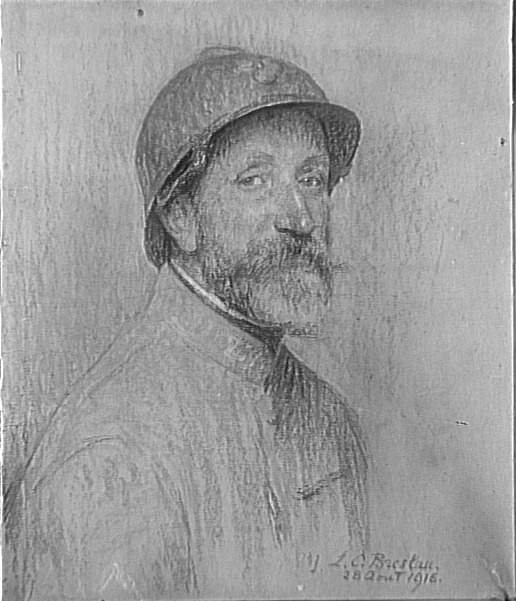
Portrait d'Adrien Karbowsky, par Louise Catherine Breslau (1916), Musée Carnavalet (Paris).

- - Salle de Bain dite de La Vigne, 1902-1908 : quatre frises en bas-relief, avec Gustave Louis Jaulmes, peintre décorateur, et Paul Gasq, sculpteur[6] ;
  - Chambre dite des Oiseaux : chambre à coucher de Madame Reinach ; sapin blanc, peint jaune, brun, gris, noir et doré. Au centre, des soliveaux forment des compartiments rectangulaires entre les solives qui sont peintes en jaune pâle avec un décor gris et noir ; entrevous, décor jaune, noir et marron sur un fond marron clair. Les parties latérales sont un décor doré sur un fond marron. L'iconographie comporte des rinceaux, étoiles, oves, palmettes, fleurs stylisées, étoiles sur les côtés et des rais d'oves sur les couvre-joints. Les parties latérales sont décorées d'étoiles sur les solives ;
  - Péristyle :
    - Mort de Talos, en présence de trois argonautes, fresque, partie gauche du mur ouest[7],
    - Castor, Pollux et Médée , peinture monumentale du péristyle , (partie droite du mur ouest),
    -  Préparatifs des noces de Pélops et d'Hippodamie, peinture monumentale du péristyle (partie droite du mur est),
    -  Course de Pélops; Peinture monumentale du péristyle (partie centrale du mur est) ;

  - salon de Triptolème, 1902-1908 :
    -  Salon de Triptolème, peinture monumentale selon les procédés antiques, sur mortier frais mélangé à de la poudre de marbre, lissée et encaustiquée après séchage. Polychromie rouge, brun-rouge et marron foncé. Dim; totalité de la pièce. Représentation : colonne, ornement de formes géométriques, damier, lierre, arbre, palmette, colombe, jardin pompéien,
    - le plafond en sapin peint, rouge, noir, blanc et doré, composés de caisson séparés en quatre compartiments. Solives rouge pompéien, à motifs noirs et blancs. Damier rouge et noir. L'intérieur des caissons est doré sur fond noir. Dans chaque caisson 4 colombes et 4 étoiles ou des rayons lumineux, une couronne de lierre fleuri et 4 étoiles ;

  - bibliothèque : frise de l'ensemble de la bibliothèque, rouge, noir, jaune, fresque : médaillon, rosace, guirlande, laurier, lierre, grecque, fleur, rinceau à poste, à entrelacs, cercle, carré, damier. Noms des poètes, savants et orateurs inscrits dans des médaillons. Sur le mur ouest : Thucydide, Platon, Aristote, Démosthène, Ménandre, Archimède. Sur le mur nord : Homère, Hésiode. Sur le mur est : Archiloque, Sappho, Pindare, Eschyle, Sophocle, Hérodote. Sur le mur sud : Euripide, Aristophane. Sur les murs nord et sud, au centre de la frise, deux vers composant un distique : « C'est ici qu'en compagnie des orateurs, des savants et des poètes des grecs, je me ménage une retraite paisible dans l'immortelle beauté ». dessiné en 1904 par Pontremoli, elles furent peintes par Adrien et par Gustave Jaulmes ;
  - grand salon : revêtement mural, deux colonnes et peintures monumentales, marbre veiné violet, jaune, marbre blanc, enduit fresque jaune, noir, rouge. Mur du porche : décor peint en noir et blanc sur fond ocre rouge. Autres motifs jaunes et marron foncé ;
  - petit Salon : le plafond du petit salon est en chêne peint, doré brun, blanc, noir et doré. Les soliveaux forment des compartiments séparés en trois bandes par des baguettes peintes en noir. Seuls les motifs décoratifs sont peints. La décoration sur la face des solives se compose de palmettes et rond, et de palmettes et vagues sur les côtés. Deux rangées de postes et entrelacs sur les soliveaux. Rinceau de lierre fleuri, parfois mêlés de grandes fleurs stylisées à l'intérieur des compartiments ;
  - salle à manger : fresque, décor ocre-jaune, ocre-rouge, et noir sur fond beige, 100 cm, rinceau, palmette, lierre pampre, damier, faux appareil, entrelacs, rosace, fleur, à grecque, scène (silène, vendange, cueillette), volute ;
  - vestibule : fresque, murs en faux appareils, sur fond rouge, grande frise de damiers agrémentée de palmettes, encadrant deux grands panneaux. Celui de gauche : grande vasque godronnée sur laquelle sont posés deux oiseaux. Sur le panneau de droite : un palmier stylisé auquel est suspendu un bouclier décoré d'un serpent, une lance appuyée contre le tronc, un casque posé à côté, sur un socle de charrue. Deux grandes fleurs stylisées sur chaque panneau ;
  - vestibule dit Hermès : fresque dans l'ensemble de la pièce, la plupart des motifs sont des représentations de la vaisselle, aux motifs gris et ocre-jaune sur fond mastic. Volutes, postes, rosaces stylisées, damiers au-dessus des ouvertures, frise de lierre fleuri et grecques. Dans l'alcôve, les motifs sont sur fond ocre-jaune. Rinceau de tulipes fermées, volutes et palmettes, étoiles composées de triangles et de points, frise de canaux sous le plafond.
- Chatou, Maison Fournaise :
  - Bords de Seine, 1888, huile sur toile ;
  - Les Rives de la Seine à travers la fenêtre du salon de la maison des Karbowsky au 7 avenue Gambetta à Chatou de 1903 à 1938, 1938, huile sur toile ;
  - Terrasse, huile sur toile ;
  - Barques à Chatou, huile sur toile ;
- Lisieux, musée d'Art et d'Histoire : Faïences et citrons, 1905, huile sur toile ;
- Montaigu (château de) : décors de la salle-à-manger (lierre et pampres de vignes) et du grand salon (Orphée et Eurydice), 1922-1923.
- Nogent-sur-Marne, mairie :

Cette salle des mariages fut inaugurée en 1879 et ce n'est qu'en 1886 que le conseil municipal demande au ministre des beaux-arts un ensemble de tableaux pour orner cette salle. Une première offre fut repoussée à la suite du concours de 1888. Ce sont quarante huit artistes, dont Henri Matisse, qui présentèrent des esquisses au jury composé entre autres de Puvis de Chavannes, Jean-Paul Laurens et Léon Bonnat qui retinrent trois artistes. Ils durent réaliser un carton grandeur nature et le 29 octobre 1889, le projet d'Adrien Karbowsky fut retenu. Il y réalisera six toiles marouflées de couleurs pastel de 3,5 m de haut qu'il achève en 1892,.
- - Le Repos, 1892, peinture murale, 350 × 1 295 cm ;
  - La navigation, 1892, peinture murale, 350 × 698 cm ;
  - La Jeunesse, 1892, peinture murale, 50 × 233 cm ;
  - Inauguration d'un monument aux morts, 1892, peinture murale, 69 × 233 cm ;
  - Le Labourage, 1892, peinture murale, 350 × 698 cm ;
  - La Villégiature, 1892, peinture murale ;
- Paris, Institut national d'histoire de l'art :
  - Projet décoratif pour l'hôtel particulier de Jacques Doucet, 1906-1907, 31 dessins[10] ;
- Paris, musée d'Orsay :
  - Œillets d'Inde, 1941, huile sur toile ;
  - Boiserie de cheminée du Salon du Bois, et boiserie de la cheminée et entourages de panneaux du Salon du Bois, 1900 ;
  - Chaise, 1910, Fernand Kohl et Adrien Karbowsky, chaise néo-classique, décor de feuilles de laurier, toile, or, métal, bois ;
  - Fauteuil au Perroquet, menuiserie, tapisserie motif du Perroquet ;
  - Grande bergère à oreillettes pour Jacques Doucet, destiné au pavillon de chasse Les Nonettes à Erquigny ;
- Paris, Petit Palais :
  - Le repos - la navigation, 1889, huile sur toile, esquisse pour la salle des mariages de la mairie de Nogent-sur-Marne ;
  - Le canotage - le labourage - la villégiature - le jardinage, 1889, huile sur toile, esquisse pour la salle des mariages de la mairie de Nogent-sur-Marne ;
  - Inauguration d'un monument aux morts, 1889, huile sur toile, esquisse pour la salle des mariages de la mairie de Nogent-sur-Marne ;
  - La Jeunesse, 1889, huile sur toile, esquisse pour la salle des mariages de la mairie de Nogent-sur-Marne ;
  - Les œillets, 1919, huile sur toile ;
- Reims, école de la rue Lanson de la Roseraie : Fontaine, vers 1930, dans un jardin d'agrément.
- Vias, peintures murales, salle à manger "Les 4 saisons" Château de la Gardie vers 1900.

## Travaux décoratifs

### Décors
- Le Parc et le Verger, 1900, panneau décoratif de la salle des fêtes[11] ;
- Salon du Bois de l'Exposition universelle de 1900, aujourd'hui au pavillon de Marsan, boiserie en sycomore algérien, portiques et vitines Art nouveau[12] ;
- Paris, hôtel Lutétia : décor
- Paris, théâtre des Nouveautés : décor ;
- Prague, Opéra de Prague : décor ;
- Quimper, théâtre Max-Jacob : décor de la salle, 1903. Ce théâtre est partiellement inscrit aux monuments historiques depuis le 27 août 1997.
- Paris, hôtel particulier de Jacques Doucet, 19 rue Spontini (8e arrondissement) : décor, 1906-1907[13]
- Paquebot Le Paris : décor, vers 1920 ;
- Reims, Maison Commune du Chemin-Vert, salle des fêtes , décorée de peintures au pochoir composées de motifs floraux sur des cartons d’Adrien Karbowsky, exécutés par le Rémois Alfred Delsuc, 1920-1922

### Tapisseries
En 1917, Jean Ajalbert est nommé directeur de la Manufacture de Beauvais et sollicite quelques artistes contemporains pour renouveler et moderniser le style des tapisseries produites à la manufacture, dont Adrien Karbowsky qui produira de nombreux cartons, tant pour les tapisseries de chaises et tentures.
- Carton pour la tapisserie de Beauvais[14]

### Mobilier

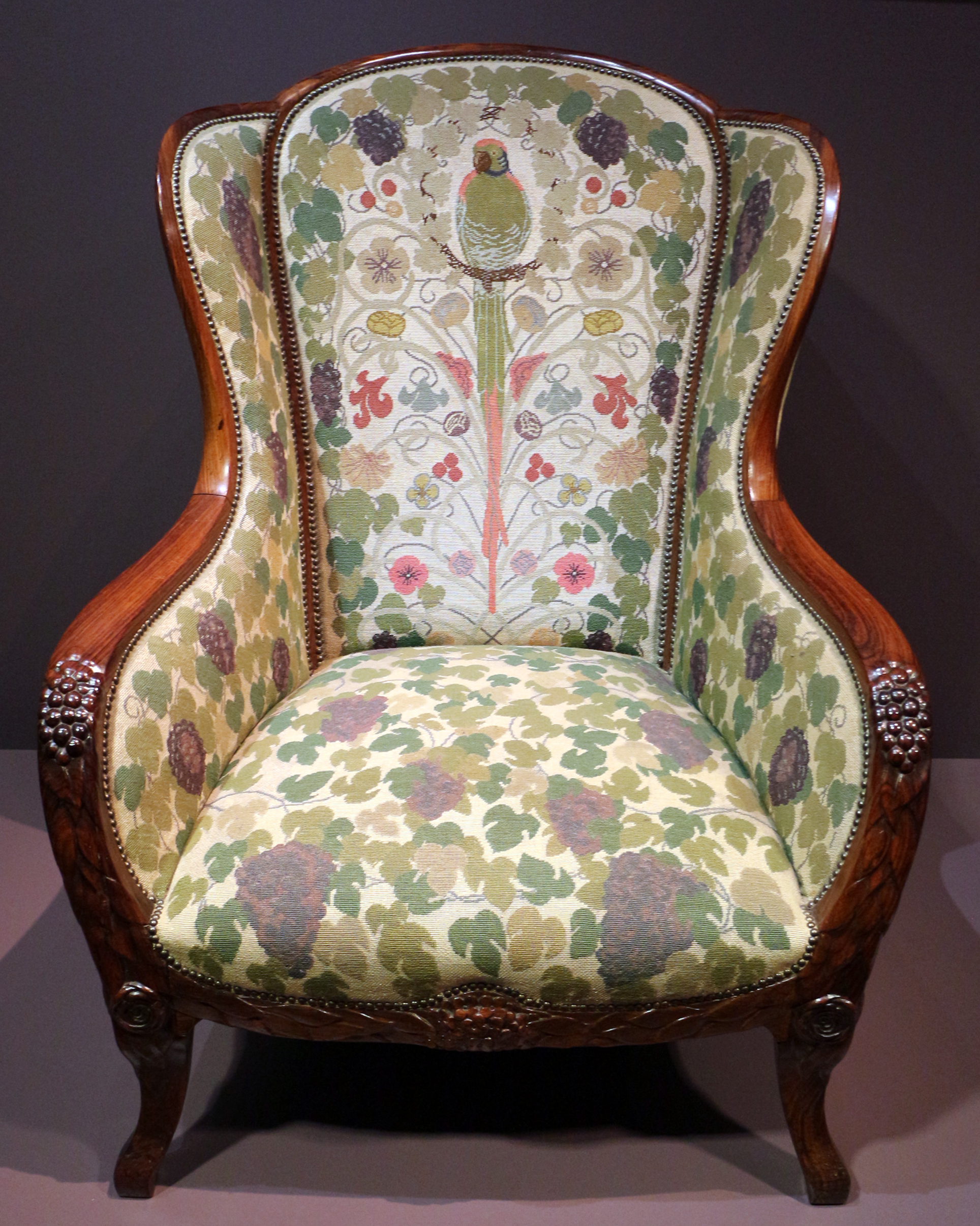
Fauteuil par Adrien Karbowsky, Paris 1912-13, Musée d'Orsay

- Tissus, 1900, du salon des métaux du pavillon de l'Union centrale des arts décoratifs, achat de Georges Hoentschel en 1905 ;
- Fauteuil pour le Salon du Bois, 1900, platane d'Algérie sculpté et peau de truie, achat de Georges Hoentschel en 1900[15] ;
- Étoffe, 1901, ton vert gris exposé aux objets d'arts ;
- Vase décoratif, 1902, villa Kerylos ;
- Rideaux de fenêtre ensemble de deux portières des bains, 1902, villa Kerylos, conception : Adrien Karbowsky, fabricant : Émile Noël, brodeur : B. Ecochard ;
- Ensemble des bains, panneaux de toile de lin brun, jaune et bleu brodés, 1902, motifs : deux grands motifs à volutes et palmettes encadrent des vagues, des étoiles de mer, des murènes, ainsi que des poissons et rideaux de fenêtres assortis, motifs bande de postes dans la partie inférieure, bordures à damiers et rosaces. Des vagues peuplées d'étoiles de mer alternent avec des poissons, et murènes affrontés, étoiles de mer et rosaces parsèment l'ensemble ;
- Ensemble de trois portières du grand salon de la villa Kerylos, 1902, conception Karbowsky, brodeur Ecochard, fabricant : Noël. Panneaux de toile de lin jadis teints en rose, brodés au passé plat avec application de fils maintenus par petits points, avec motifs : rinceau palmette, sphinx, canard, étoile et bélier ;
- Ensemble du lit de Madame Reinach, 1902, en toile de lin jadis teinté rose et brun, beige et bleu, brodé, motifs identiques à ceux des rideaux ;
- Fauteuil aux Colombes, 1907-1910, fit partie d'un ensemble de mobilier réalisé pour Auguste Salin, maître de forges, pour un hôtel qu'il envisageait de construire dans un coin du parc de la Muette à Paris, et dont le projet fut anéanti par la Première Guerre mondiale. Il donna le mobilier en 1921 à son fils Édouard qui venait d'acquérir le château de Montaigu à Jarville (Meurthe-et-Moselle). Ce dernier redonna un fauteuil à l'artiste qui en fit don au musée des arts décoratifs de Paris[16].

## Salons
- 1883 : Salon des artistes français, il devient sociétaire ;
- 1907 : Salon de la Société nationale des beaux-arts : Mimosas et faïences ;
- 1913 : Salon de la Société nationale des beaux-arts : Musiciens ;
- 1923 : Salon des Tuileries ;
- 1945 : Salon des Tuileries : rétrospective de l'œuvre d'Adrien Karbowsky.

## Expositions
- 1900 : Expositions universelles de Paris ;
- 1910 : Exposition universelle de Bruxelles de 1910 ;
- 1928 : galerie Ecalle, 3 faubourg Saint-Honoré à Paris ;
- 2003 : musée diocésain de Pienza, exposition « Adrien Karbowsky » du 20 septembre au 2 novembre ;
- 2006 : un ensemble Art nouveau. La donation Rispal, Paris ;
- 2006-2007 : Les Années Folles ; années d'ordre, l'Art déco de Reims à New York du 14 octobre au 11 février[Où ?]
- 2023 : Doucet et Camondo : une passion pour le XVIIIe siècle du 16 mars au 3 septembre[17]

## Récompenses et honneurs
- Prix au Salon des artistes français de 1889
- Chevalier de la Légion d'honneur en 1902

### Iconographie
- Louise Catherine Breslau (1856-1927), Portrait d'Adrien Karbowsky, peintre cartonnier et décorateur (1855-1945), 1916, pastel, Paris, Musée Carnavalet[18].